# Loka pri Framu
Loka pri Framu je naselje v Občini Rače - Fram.